# Пожидаев, Владимир Сидорович
Владимир Сидорович Пожидаев (28 июня 1936, Артёмовск — 17 июля 1994, там же) — советский и украинский актёр театра и кино.

## Биография
Владимир Сидорович Пожидаев родился 28 июня 1936 года в Артёмовске.  Работал художником на подстанции «Донбасская», официально числясь электрослесарем. Однажды его внешность привлекла внимание ассистента известного кинорежиссёра Марка Донского. Вскоре он дебютировал в фильме «Супруги Орловы» по произведению Максима Горького, в роли Мишки Усова. 
В кино играл роли второго плана. Всего сыграл 16 киноролей. 
Скончался 17 июля 1994 года. Похоронен в своём родном городе Артёмовске.

## Творчество

### Актёр кино
- 1978 — Познавая белый свет — Тимофеич
- 1978 — Супруги Орловы — Мишка Усов
- 1978 — Уходя — уходи — Пашка
- 1979 — Жена ушла
- 1979 — Осенний марафон — водитель
- 1980 — Белый снег России
- 1980 — Два долгих гудка в тумане — Паша Фомушкин
- 1980 — Комедия давно минувших дней — охранник киноархива
- 1980 — Не стреляйте в белых лебедей — Черепок, шабашник
- 1980 — Тайное голосование
- 1980 — Там, за семью горами
- 1980 — Шальная пуля
- 1981 — Утро вечера мудренее
- 1981 — Факты минувшего дня — Сыркин
- 1983 — Среди серых камней — «генерал Туркевич»
- 1988 — Меня зовут Арлекино — сосед